# The Mound

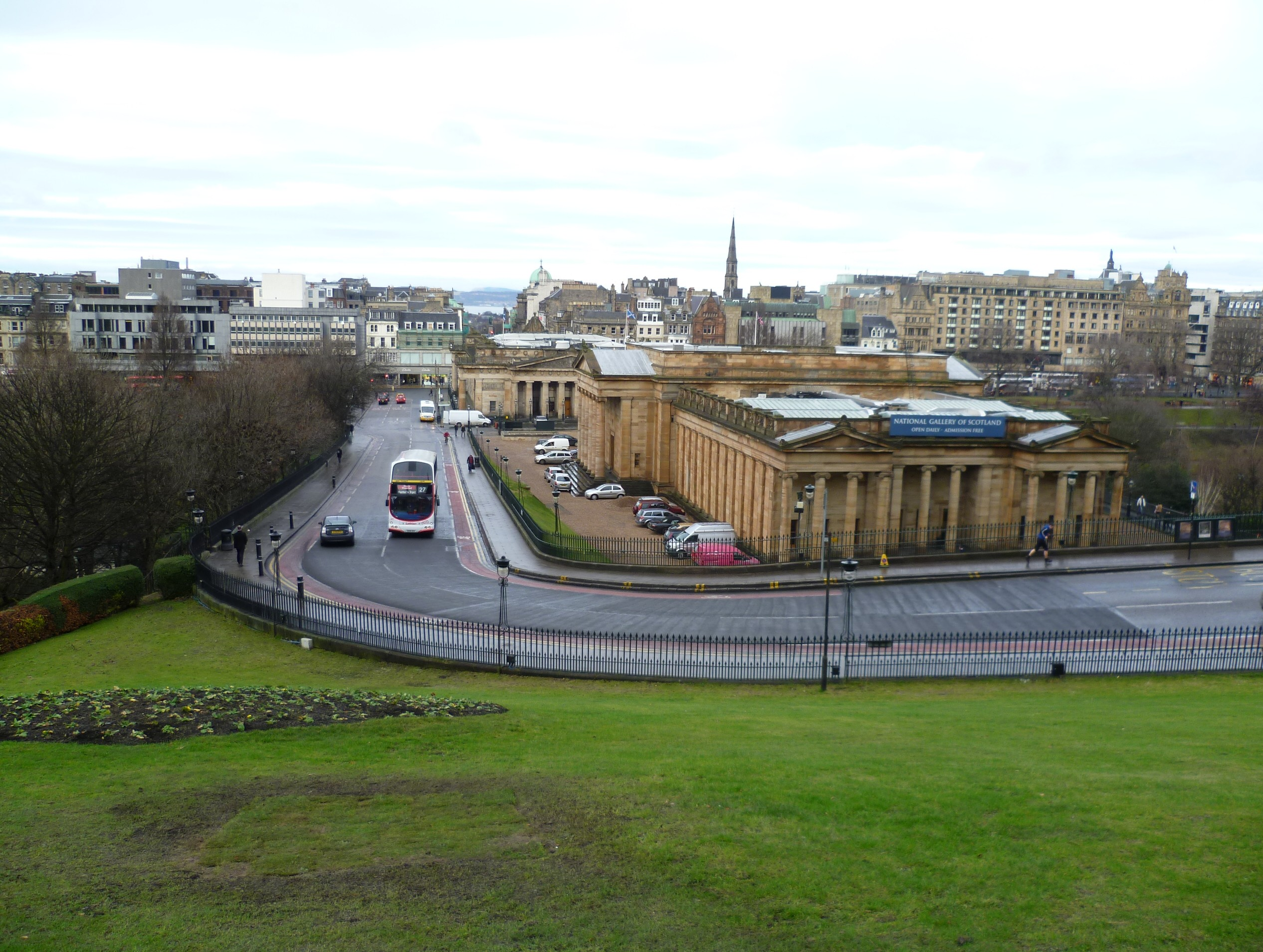
The Mound

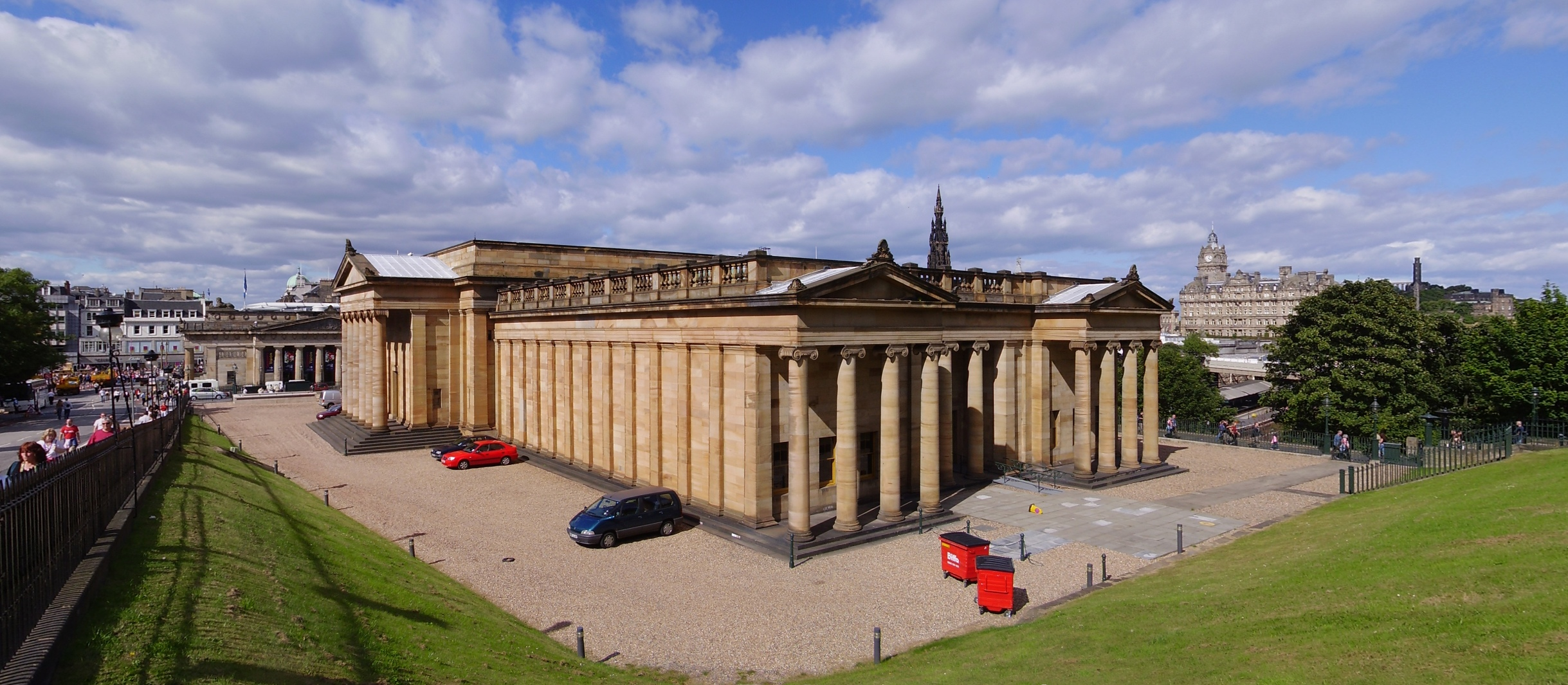
The National Gallery of Scotland

The Mound és un turó artificial d'Edimburg, Escòcia, que connecta la New Town o Ciutat Nova i l'Old Town o Ciutat vella d'Edimburg. Va ser format pel abocament del voltant d'1.501.000 carretades de terra excavats dels fonaments de la nova ciutat en el drenatge de l'antic llac Ni Loch que forma avui dia Princes Street Gardens.
La construcció del Earthen Mound, com es deia originalment, es va iniciar l'any 1781 i es va ampliar en els últims anys fins que el 1830 es compacta i s'enjardina de manera que semblava més o menys completa. Quan amb l'arribada del ferrocarril es va crear l'estació de tren de Waverley, l'any 1846, es van excavar túnels sota el monticle per permetre l'accés cap a l'oest.

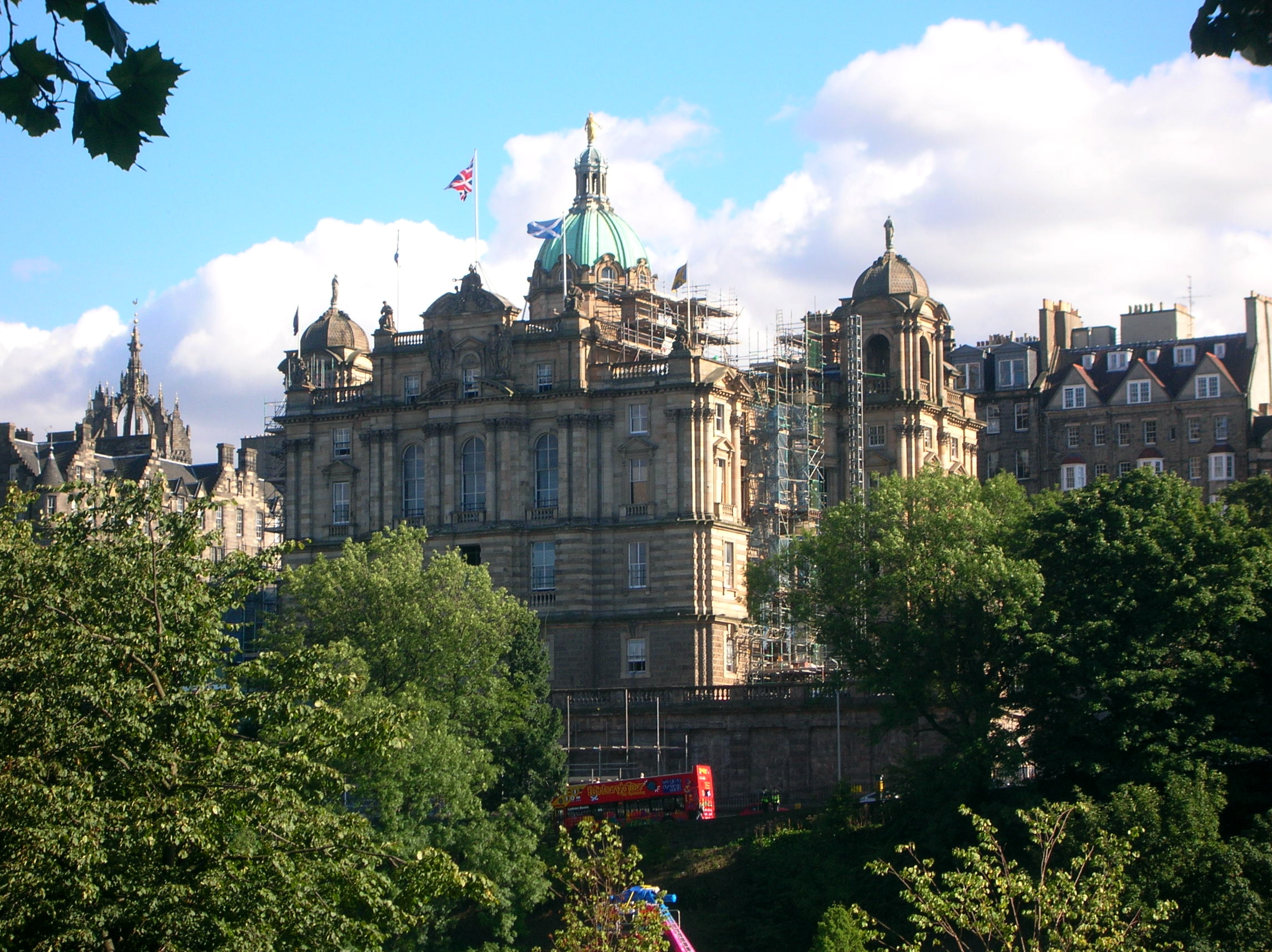
La seu del Bank of Scotland a the Mound

Alguns dels edificis i institucions més notables d'Edimburg tenen els seus locals a The Mound, incloent la Galeria Nacional d'Escòcia, la Royal Scottish Academy, l'elegant seu de cúpula del Bank of Scotland, i el seu museu Museum on the Mound.
L'extrem inferior, o "peu" del monticle es troba a pocs metres a peu de la parada del tramvia de Princes Street. A causa de la seva situació elevada,  The Mound ofereix àmplies vistes sobre Princes Street, Princes Street Gardens i la Ciutat Nova d'Edimburg i cap a Calton Hill.